# Demografia LGBT negli Stati Uniti d'America
I dati sulla demografia LGBT negli Stati Uniti d'America sono stati studiati nell'ambito delle scienze sociali a partire dagli anni 1990. Nel primo sondaggio statistico a livello governativo federale su larga scala che misura l'orientamento sessuale e l'identità di genere degli americani - condotto nel luglio del 2014 - il NHIS ha riferito che almeno il 3% degli statunitensi si identifica come gay o lesbica e lo 0,7% come bisessuale.
In una ricerca del "Williams Institute on Sexual Orientation and Gender Identity Law and Public Policy" basata su un sondaggio Gallup (azienda) del giugno-settembre 2012 circa il 3,4% degli adulti si identifica come LGBT (lesbiche, gay, bisessuali o transgender), sebbene tale numero sia aumentato fino al 4,1% nel 2016. Un precedente rapporto pubblicato nell'aprile del 2011 stimava che il 3,8% di cittadini si auto-identificassero come gay/lesbiche, bisessuali o transessuali: l'1,3% come lesbiche o gay, l'1,8% bisessuali e l'1,2% come transgender.
Il Williams Institute ha poi effettuato un altro sondaggio nel giugno del 2016 e ha stimato che lo 0,6% degli adulti si identifica come transgender; nel rapporto è stato spiegato che i numeri del 2011 erano basati su dati limitati provenienti da solo 2 degli Stati federati, ovvero California e Massachusetts. Lo studio del 2016 prevedeva invece "più fonti di dati a livello statale con campioni di dimensioni maggiori e informazioni più dettagliate sui rispondenti".
Il rapporto del 2011 afferma inoltre che l'8,2% degli americani ha riferito di aver praticato comportamenti omosessuali e l'11% ha riferito di un'attrazione omoerotica o di amore romantico per persone dello stesso sesso. Gli studi di diverse nazioni, compresi gli Stati Uniti e condotti in periodi di tempo diversi, hanno prodotto un intervallo statistico compreso tra l'1,2 e il 6,8% della popolazione adulta che si identifica come LGBT.
I sondaggi condotti online tendono a fornire cifre più elevate rispetto ad altri metodi, un probabile risultato del più alto grado di anonimato delle interviste prodotte su Internet, il che provoca livelli ridotti di risposta secondo la desiderabilità sociale. L'Ufficio del censimento degli Stati Uniti d'America non chiede informazioni sull'orientamento sessuale nel censimento USA decennale.

## Sommario per Stato
| Classifica popolazione | Classifica % LGBT | Stato o Territorio    | 2015-2016 % adulti LGBT stimati | 2012 Pop. per Stato stimata                  | 2012 Pop. adulta LGBT stimata | 2000 Coppie in unione civile | 2010 Coppie in unione civile | Dal 2000 al 2010 Differenza % unioni civili | 2016 % Adulti Transgender stimati |
| ---------------------- | ----------------- | --------------------- | ------------------------------- | -------------------------------------------- | ----------------------------- | ---------------------------- | ---------------------------- | ------------------------------------------- | --------------------------------- |
| 1                      | 10                | California            | 4,8%                            | 38.041.430                                   | 1.338.164                     | 92.138                       | 98.153                       | 6,53%                                       | 0,76%                             |
| 2                      | 32                | Texas                 | 3,6%                            | 27.860.000                                   | 579.968                       | 42.912                       | 46.401                       | 8,13%                                       | 0,66%                             |
| 3                      | 14                | New York              | 4,5%                            | 19.570.261                                   | 570.388                       | 46.490                       | 48.932                       | 4,05%                                       | 0,51%                             |
| 4                      | 23                | Florida               | 4,2%                            | 19.317.568                                   | 513.849                       | 41.048                       | 48.496                       | 18,15%                                      | 0,66%                             |
| 5                      | 16                | Illinois              | 3,9%                            | 12.875.255                                   | 362.048                       | 22.887                       | 23.049                       | 0,07%                                       | 0,51%                             |
| 6                      | 21                | Ohio                  | 3,8%                            | 11.544.225                                   | 315.592                       | 18.937                       | 19.684                       | 3,95%                                       | 0,45%                             |
| 7                      | 15                | Michigan              | 3,8%                            | 9.883.360                                    | 285.431                       | 15.368                       | 14.598                       | -5,0%                                       | 0,43%                             |
| 8                      | 22                | Georgia               | 4,0%                            | 9.919.945                                    | 263.870                       | 19.288                       | 21.318                       | 10,52%                                      | 0,75%                             |
| 9                      | 44                | Pennsylvania          | 3,6%                            | 12.763.536                                   | 262.308                       | 21.166                       | 22.336                       | 5,50%                                       | 0,44%                             |
| 10                     | 18                | New Jersey            | 3,6%                            | 8.864.590                                    | 249.273                       | 16.604                       | 16.875                       | 1,60%                                       | 0,44%                             |
| 11                     | 31                | Carolina del Nord     | 3,5%                            | 9.752.073                                    | 244.582                       | 16.198                       | 18.309                       | 11,36%                                      | 0,60%                             |
| 12                     | 7                 | Massachusetts         | 4,9%                            | 6.646.144                                    | 247.247                       | 17.099                       | 20.256                       | 18,46%                                      | 0,57%                             |
| 13                     | 11                | Washington            | 4,6%                            | 6.897.012                                    | 209.670                       | 15.900                       | 19.003                       | 19,51%                                      | 0,62%                             |
| 14                     | 13                | Arizona               | 4,0%                            | 6.553.255                                    | 194.238                       | 12.332                       | 15.817                       | 28,25%                                      | 0,62%                             |
| 15                     | 19                | Indiana               | 4,1%                            | 6.537.334                                    | 183.829                       | 10.219                       | 11.074                       | 8,37%                                       | 0,56%                             |
| 16                     | 37                | Virginia              | 3,4%                            | 8.185.867                                    | 180.416                       | 13.802                       | 14.243                       | 3,20%                                       | 0,55%                             |
| 17                     | 30                | Missouri              | 3,4%                            | 6.021.988                                    | 151.032                       | 9.428                        | 10.557                       | 10,70%                                      | 0,54%                             |
| 18                     | 29                | Maryland              | 3,9%                            | 5.884.563                                    | 147.584                       | 11.243                       | 12.538                       | 11,52%                                      | 0,49%                             |
| 19                     | 4                 | Oregon                | 4,9%                            | 3.899.353                                    | 145.212                       | 8.932                        | 11.773                       | 31,80%                                      | 0,65%                             |
| 20                     | 12                | Kentucky              | 3,3%                            | 4.380.415                                    | 129.836                       | 7.114                        | 7.195                        | 1,13%                                       | 0,53%                             |
| 21                     | 48                | Tennessee             | 3,1%                            | 6.456.243                                    | 127.526                       | 10.189                       | 10.898                       | 6,95%                                       | 0,63%                             |
| 22                     | 34                | Colorado              | 4,3%                            | 5.187.582                                    | 126.162                       | 10.045                       | 12.424                       | 23,70%                                      | 0,53%                             |
| 23                     | 41                | Wisconsin             | 3,4%                            | 5.726.398                                    | 121.858                       | 8.232                        | 9.179                        | 10,32%                                      | 0,43%                             |
| 24                     | 36                | Minnesota             | 4,0%                            | 5.379.139                                    | 118.556                       | 9.147                        | 10.207                       | 11,60%                                      | 0,59%                             |
| 25                     | 33                | Louisiana             | 3,7%                            | 4.601.893                                    | 111.918                       | 8.808                        | 8.076                        | -8,31%                                      | 0,60%                             |
| 26                     | 38                | Carolina del Sud      | 3,5%                            | 4.723.723                                    | 104.111                       | 7.609                        | 7.214                        | 5.20%                                       | 0,58%                             |
| 27                     | 43                | Alabama               | 3,0%                            | 4.822.023                                    | 102.613                       | 8.109                        | 6.582                        | -18,80%                                     | 0,61%                             |
| 28                     | 27                | Oklahoma              | 3,5%                            | 3.814.820                                    | 98.575                        | 5.763                        | 6.134                        | 6,44%                                       | 0,64%                             |
| 29                     | 9                 | Nevada                | 4,8%                            | 2.758.931                                    | 88.065                        | 4.973                        | 7.140                        | 43,60%                                      | 0,61%                             |
| 30                     | 20                | Kansas                | 3,1%                            | 2.885.905                                    | 81.152                        | 3.973                        | 4.009                        | 0,09%                                       | 0,43%                             |
| 31                     | 24                | Alaska                | 3,0%                            | 2.949.131                                    | 78.441                        | 4.423                        | 4.226                        | -4,45%                                      | 0,60%                             |
| 32                     | 25                | Connecticut           | 3,5%                            | 3.590.347                                    | 92.775                        | 7.386                        | 7.852                        | 6,30%                                       | 0,44%                             |
| 33                     | 42                | Iowa                  | 3,2%                            | 3.074.186                                    | 65.419                        | 3.698                        | 4.093                        | 10,70%                                      | 0,31%                             |
| 34                     | 49                | Mississippi           | 3,2%                            | 2.984.926                                    | 58.982                        | 4.774                        | 3.484                        | -27,00%                                     | 0,61%                             |
| 35                     | 47                | Utah                  | 3,3%                            | 2.855.287                                    | 58.591                        | 3.360                        | 5.814                        | 73.03%                                      | 0,36%                             |
| 36                     | 2                 | Hawaii                | 3,8%                            | 1.392.313                                    | 53.966                        | 2.389                        | 3.239                        | 35,45%                                      | 0,78%                             |
| 37                     | 5                 | Maine                 | 4,5%                            | 1.329.192                                    | 48.489                        | 3.394                        | 3.958                        | 16.61%                                      | 0,50%                             |
| 38                     | 1                 | Distretto di Columbia | 8,6%                            | 632.,323                                     | 63.232                        | 3.678                        | 4.822                        | 31,10%                                      | 2,77%                             |
| 39                     | 40                | Nuovo Messico         | 4,2%                            | 2.085.538                                    | 45.965                        | 4.496                        | 5.825                        | 25,56%                                      | 0,75%                             |
| 40                     | 35                | Virginia Occidentale  | 3,4%                            | 1.855.413                                    | 43.713                        | 2.916                        | 2.848                        | -2,33%                                      | 0,42%                             |
| 41                     | 45                | Nebraska              | 3,6%                            | 1.855.525                                    | 38.075                        | 2.332                        | 2.356                        | 0,01%                                       | 0,39%                             |
| 42                     | 17                | New Hampshire         | 4,6%                            | 1.320.718                                    | 31.138                        | 2.703                        | 3.260                        | 20,60%                                      | 0,43%                             |
| 43                     | 6                 | Rhode Island          | 4,0%                            | 1.050.292                                    | 35.920                        | 2.471                        | 2.785                        | 12.71%                                      | 0,51%                             |
| 44                     | 46                | Idaho                 | 2,8%                            | 1.595.728                                    | 32.744                        | 1.873                        | 2.042                        | 9,02%                                       | 0,41%                             |
| 45                     | 8                 | Dakota del Sud        | 2%                              | 833.354                                      | 27.867                        | 826                          | 714                          | -13,36%                                     | 0,34%                             |
| 46                     | 26                | Delaware              | 4,7%                            | 917.092                                      | 23.698                        | 1.868                        | 2.646                        | 41,65%                                      | 0,64%                             |
| 47                     | 3                 | Vermont               | 5,3%                            | 626.011                                      | 23.313                        | 1.933                        | 2.143                        | 10,61%                                      | 0,59%                             |
| 48                     | 50                | Montana               | 3,0%                            | 1.005.141                                    | 19.862                        | 1.218                        | 1.848                        | 10,70%                                      | 0,34%                             |
| 49                     | 28                | Alaska                | 3,0%                            | 731.449                                      | 24.869                        | 1.180                        | 1.228                        | 4,06%                                       | 0,49%                             |
| 50                     | 39                | Wyoming               | 3,5%                            | 576.412                                      | 16.716                        | 807                          | 657                          | -18,60%                                     | 0,32%                             |
| 51                     | 51                | Dakota del Nord       | 2,7%                            | 699.628                                      | 9.040                         | 703                          | 559                          | -20,50                                      | 0,30%                             |
| —                      | —                 | Totali                | 3,8%                            | Popolazione 313.914.039: Adulti 238.574.670: | 9.083.558                     | 594.391                      | 646.464                      | 8,76%                                       | 0,58%                             |

## Sommario per località
Le città americane con le più alte popolazioni gay sono New York City con 272,493, Los Angeles con 154,270, Chicago con 114,449 e San Francisco con 94.234, come stimato dal Williams Institute nel 2006.

### Per città
| % Classifica | Città                   | 2005 LGB % stimata | 2005 LGB Popolazione stimata |
| ------------ | ----------------------- | ------------------ | ---------------------------- |
| 1            | San Francisco           | 15,4%              | 94.234                       |
| 2            | Seattle                 | 12,9%              | 57.993                       |
| 3            | Atlanta                 | 12,8%              | 39.805                       |
| 4            | Minneapolis             | 12,5%              | 34.295                       |
| 5            | Boston                  | 12,3%              | 50.450                       |
| 6            | Sacramento (California) | 9,8%               | 32.108                       |
| 7            | Portland                | 8,8%               | 35.413                       |
| 8            | Denver                  | 8,2%               | 33.698                       |
| 9            | Washington              | 8,1%               | 32.599                       |
| 10           | Orlando (Florida)       | 7,7%               | 12.508                       |
| 11           | Salt Lake City          | 7,6%               | 10.726                       |
| 12           | Dallas                  | 7,0%               | 58.473                       |
| 13           | Baltimora               | 6,9%               | 30.779                       |
| 14           | Hartford                | 6,8%               | 5.292                        |
| 15           | Rochester (New York)    | 6,8%               | 9.371                        |
| 16           | San Diego               | 6,8%               | 61.945                       |
| 17           | Saint Louis (Missouri)  | 6,8%               | 16.868                       |
| 18           | Columbus (Ohio)         | 6,7%               | 34.952                       |
| 19           | Kansas City (Missouri)  | 6,7%               | 22.360                       |
| 20           | Phoenix                 | 6,4%               | 63.222                       |
| 21           | Tampa                   | 6,1%               | 14.119                       |
| 22           | San Jose                | 5,8%               | 37.260                       |
| 23           | Chicago                 | 5,7%               | 114.449                      |
| 24           | Birmingham (Alabama)    | 5,6%               | 9.263                        |
| 25           | Los Angeles             | 5,6%               | 15,,270                      |
| 26           | Miami                   | 5,5%               | 15.227                       |
| 27           | Nashville               | 5,1%               | 20.313                       |
| 28           | New Orleans             | 5,1%               | 16.554                       |
| 29           | Austin                  | 4,8%               | 24.615                       |
| 30           | Indianapolis            | 4,8%               | 26.712                       |
| 31           | Providence              | 4,8%               | 5.564                        |
| 32           | Las Vegas               | 4,6%               | 17.925                       |
| 33           | Milwaukee               | 4,6%               | 18.243                       |
| 34           | New York                | 4,5%               | 272.493                      |
| 35           | Houston                 | 4,4%               | 61.976                       |

### Per area metropolitana
| Area metropolitana                           | 2006 % LGB | 2006 LGB Pop. | 2012-2014 % LGB | 2006-2014 Variazione % |
| -------------------------------------------- | ---------- | ------------- | --------------- | ---------------------- |
| San Francisco-Oakland-Fremont (California)   | 8,2%       | 256.313       | 6,2%            | -2,0%                  |
| Area metropolitana di Portland               | 6,1%       | 94.027        | 5,4%            | -0,7%                  |
| Greater Austin                               | 5,9%       | 61.732        | 5,3%            | -0,6%                  |
| Area metropolitana di New Orleans            | 3,7%       | 35.230        | 5,1%            | 1,4%                   |
| Area metropolitana di Seattle                | 6.5%       | 154.835       | 4,8%            | -1,7%                  |
| Greater Boston                               | 6,2%       | 201.344       | 4,8%            | -1,4%                  |
| Area metropolitana di Salt Lake City         | 3,7%       | 26.761        | 4,7%            | 1,0%                   |
| Greater Los Angeles Area                     | 4,8%       | 442.211       | 4,6%            | -0.2%                  |
| Area metropolitana di Denver                 | 5,8%       | 99.027        | 4,6%            | -1,2%                  |
| Greater Hartford                             | 5,6%       | 49.000        | 4,6%            | -1,0%                  |
| Area metropolitana di Louisville             | 4,2%       | 17.102        | 4,5%            | 0,3%                   |
| Hampton Roads                                | 3,9%       | 44.689        | 4,4%            | 0,5%                   |
| Area metropolitana di Providence             | 3,6%       | 43,417        | 4,4%            | 0,8%                   |
| Contea di Clark (Nevada)                     | 3,9%       | 48.532        | 4,3%            | 0,4%                   |
| Columbus, Ohio                               | 5,5%       | 68.300        | 4,3%            | -1,2%                  |
| Jacksonville                                 | 4,0%       | 36.422        | 4,3%            | 0,3%                   |
| Area metropolitana di Miami                  | 4,5%       | 183.346       | 4,2%            | -0,3%                  |
| Area metropolitana di Indianapolis           | 4,5%       | 52,963        | 4,2%            | -0,3%                  |
| Area metropolitana di Atlanta                | 5,1%       | 180.168       | 4,2%            | -0,9%                  |
| Greater Orlando                              | 5,7%       | 81.272        | 4,1%            | -1,6%                  |
| Area urbana della baia di Tampa              | 5,9%       | 119.044       | 4,1%            | -1,8%                  |
| Area metropolitana di Phoenix                | 4,8%       | 132.960       | 4,1%            | -0,7%                  |
| Area metropolitana di New York               | 4,1%       | 568.903       | 4,0%            | -0,1%                  |
| Greater San Antonio                          | 3,5%       | 46.188        | 4,0%            | 0,5%                   |
| Area metropolitana di Washington             | 5,0%       | 191.959       | 4,0%            | -1,0%                  |
| Inland Empire (California)                   | 4.9%       | 131,555       | 4.0%            | -0.9%                  |
| Delaware Valley                              | 4,2%       | 179.459       | 3,9%            | -0,3%                  |
| Area metropolitana di Baltimora              | 5,2%       | 100.032       | 3,9%            | -1,3%                  |
| Area metropolitana di Buffalo-Niagara Falls  | 3,3%       | 28.193        | 3,9%            | 0,6%                   |
| Metro Detroit                                | 3,0%       | 98.402        | 3,9%            | 0,9%                   |
| Area metropolitana di Sacramento             | 5,5%       | 81.759        | 3,9%            | -1,6%                  |
| Contea di San Diego                          | 4,9%       | 102.016       | 3,9%            | -1,0%                  |
| Area metropolitana di Charlotte              | 3,3%       | 36.464        | 3,8%            | 0,5%                   |
| Area metropolitana di Chicago                | 4,3%       | 288.748       | 3,8%            | -0,5%                  |
| Dallas–Fort Worth metroplex                  | 4,5%       | 183.718       | 3,8%            | -0,7%                  |
| Greater Cleveland                            | 4,3%       | 66.943        | 3,7%            | -0,6%                  |
| Area metropolitana di Kansas City            | 5,1%       | 72.080        | 3,6%            | -1,5%                  |
| Area metropolitana di Minneapolis-Saint Paul | 5,7%       | 130.472       | 3,6%            | -2,1%                  |
| Greater St. Louis                            | 4,1%       | 83.769        | 3,6%            | -0,5%                  |
| Area metropolitana di Oklahoma City          | 3,3%       | 28.288        | 3,5%            | 0,2%                   |
| Greater Richmond                             | 3,4%       | 28.750        | 3,5%            | 0,1%                   |
| Area metropolitana di Nashville              | 3,8%       | 57.027        | 3,5%            | -0,3%                  |
| Area metropolitana di Milwaukee              | 3,7%       | 40.407        | 3,5%            | -0,2%                  |
| Greater Houston                              | 4,1%       | 152.288       | 3,3%            | -0,8%                  |
| Contea di Santa Clara                        | 5,0%       | 63.941        | 3,2%            | -1,8%                  |
| Research Triangle                            |            |               | 3,2%            |                        |
| Area metropolitana di Cincinnati             | 3,8%       | 57.027        | 3,2%            | -0,6%                  |
| Area metropolitana di Memphis-Forrest City   | 3,4%       | 30.531        | 3,1%            | -0,3%                  |
| Area metropolitana di Pittsburgh             | 2,8%       | 50.994        | 3,0%            | 0,2%                   |
| Area metropolitana di Birmingham-Hoover      | 3,0%       | 24.276        | 2,6%            | -0,4%                  |